# Історія Бразилії
Історія Бразилії починається у доколумбову епоху, коли Бразилію населяли індіанські племена. У 1500 узбережжя Бразилії відкрив португальський мореплавець Педру Алваріш Кабрал. Від того часу Бразилія була колонією Португалії. Від 1530-х для роботи на плантаціях почали завозити темношкірих рабів із Африки. У 1808, під час наполеонівських війн, король Португалії Жуан VI опинився в Бразилії, де перебував з двором до 1821. З 1815 Бразилія отримала статус королівства як складова частина «Об'єднаного королівства Португалії, Бразилії й Алгарві», формально припинила бути колонією. У 1822 син Жуана VI Педру I (з 1821 — регент) проголосив Бразилію незалежною державою. У 1825 Португалія визнала незалежність Бразилії. У 1825–1828 країна вела війну за спірні території з Аргентиною. У 1888 у Бразилії скасовано рабство, у 1889 проголошено створення федеративної республіки. У Другій світовій війні Бразилія брала участь на боці антигітлерівської коаліції. Внутрішньополітична нестабільність, зумовлена економічними негараздами, привела в 1964 до влади військову хунту. З 1979 почався процес демократизації.
Бразилія — член ООН з 1945, член зони вільної торгівлі МЕРКОСУР.

## Період до відкриття Америки європейцями
Основна стаття: Бразилія до відкриття європейцями

### Заселення території
Походження американських індіанців все ще є предметом суперечок серед археологів. Традиційний погляд, який основується на міграції з Сибіру до Америки в кінці останнього крижаного віку, дедалі більше ставиться під сумнів, особливо південноамериканськими археологами.
Гіпотеза пізнього заселення. Антропологічні та генетичні дані вказують, що американські індіанці походять з народів Північної Азії (Сибір), які увійшли до Америки через Берингову протоку як мінімум трьома окремими хвилями. Жителі Бразилії 1500 року вважаються нащадками першої хвилі переселенців, які перетнули так званий Беринговий перешийок в кінці останнього крижаного віку, близько 9000 до н. е. Хвиля мігрантів досягла Бразилії близько 6000 до н. е., ймовірно через північний захід басейну Амазонки.
Гіпотеза раннього заселення. Традиційний погляд приведений вище був недавно підданий сумніву після отримання нових даних. Одна зі знахідок — залишки людиноподібної істоти, «людини Лагоа-Санта», що мають дещо більший вік, від 10 до 20 тис. років, та які, що найбільш важливо, не відповідають рисам переселенців з Азії, а більше схожі до рис аборигенів Африки та Австралії. Інший доказ гіпотези — археологічні знахідки у Серра-ді-Каптіва, де знайдені наскельні малюнки, вік яких оцінюється до 50 тис. років. Однак, навіть у цієї гіпотезі, переселення з Азії мале місце, а сучасні індіанці є сумішшю двох хвиль переселення. Тільки після 6000 р. до н. е., вже після азійської хвилі міграції, населення стало значним. Майже всі археологічні свідоцтва що дійшли до нас належать до цього періоду.

### Суспільство на час прибуття європейців
На час прибуття європейців бразильські індіанці народи використовували кістяні та стругані кам'яні інструменти і зброю, подібні тим, що були знайдені у більшій частині Америки в ті часи. В Бразилії дуже рано з'явилася кераміка. Бразильські гончарі використовували складні матеріали, виробляючи прекрасні утилітарні і церемоніальні сосуди із заплутаною різною та фарбованою декорацією, проте їм не були відомі гончарне коло та склоподібна глазур.
Здається, перші індіанські народи Бразилії існували за рахунок полювання, лову риби і збору плодів. У деяким місцях вони розвили технологію сільського господарства таких культур як кукурудза та маніока, але про тваринництво біло їм невідомо.

## Колоніальний період
Основна стаття: Колоніальна Бразилія

### Відкриття португальцями (1500—1530)

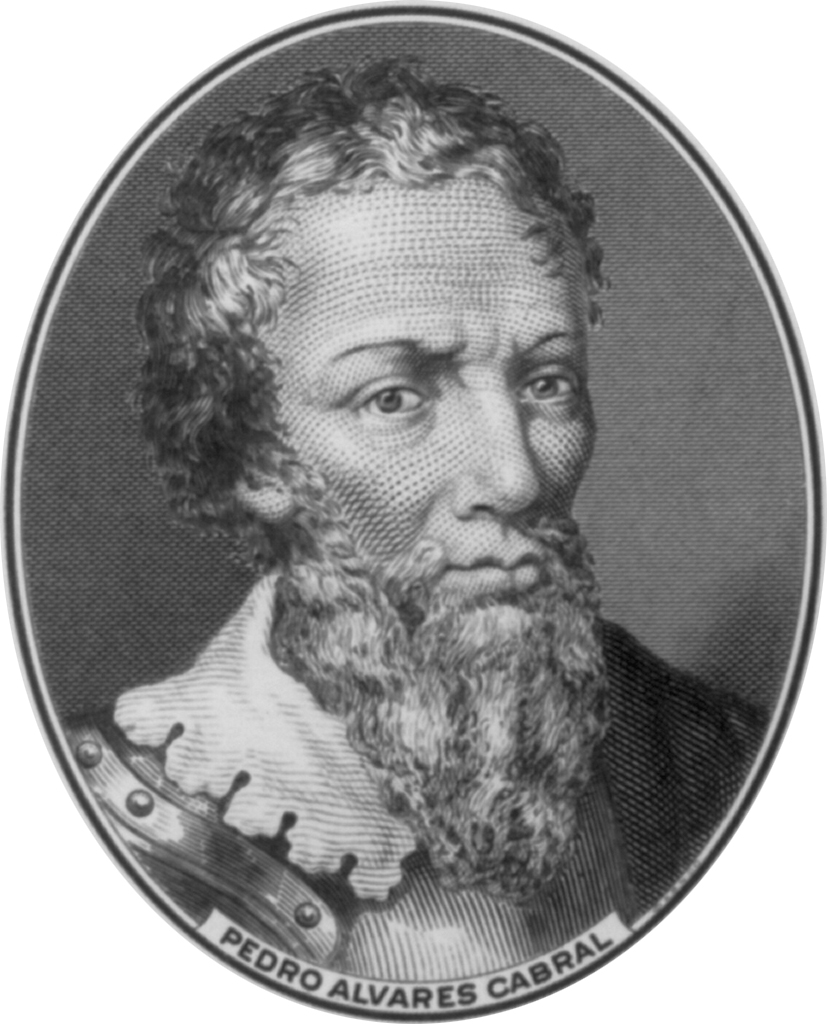
Першовідкривач Бразилії Педру Алваріш Кабрал

Тордесільяський договір 1494 року визначив кордони володінь між Іспанією і Португалією по меридіану 370 легуа на захід від Островів Зеленого Мису, території на схід від нього відходили Португалії, а землі на захід — Іспанії. Ця уявна лінія, перетинала Латинську Америку на сході і стала першим кордоном ще не відкритої Бразилії. Бразилія була відкрита 22 квітня 1500 Педру Алварішем Кабралом на шляху навколо Африки. Але інтереси Португалії були зосереджені на Азії та Африці, тому протягом 30 років систематичних дій по організації колонії на цій території не проводилося.
У 1530 з Португалії стали прибувати перші поселенці, які привозили з собою худобу, саджанці і сім'я з метою заснувати тут колонії. На північному сході країни були засновані укріплені поселення, першим з яких став Сан-Вісенте, що знаходиться у прибережній частині сучасного штату Сан-Пауло, заснований у 1532 році, та столиця колонії Салвадор у штаті Баїя, заснований у 1549 році. На території Бразилії були створені 14 спадкових феодальних володінь — капітаний, причому деякі з них за розміром більші аніж сама Португалія. Власники капітаний, так звані donatarios, тобто ті, які «приймають дар», відповідали за їхню безпеку і розвиток. Система капітаний значно вплинула, як на кордони так і на політику сучасної Бразилії.
Важливий вклад до розвитку та прогресу колонії внесли єзуїти, які зайнялися захистом і конвертацією індіанців у християнство, як і значною роботою по підйому морального рівня колоністів. Індіанці, конвертовані у християнство, селилися в організованих єзуїтами поселеннях «алдеї» (aldeias), які були подібні за структурою до місій у іспанській Америці.
Вологе і родюче узбережжя штату Пернамбуку було придатне для вирощування цукрової тростини. Крім цього, таке місцеположення робило його зручним портом для суден, які вирушали з Португалії на африканський захід і на схід. Цукрова тростина і техніка для її вирощування були завезені у Бразилію з острова Мадейра. Незабаром стала процвітати тристороння торгівля. В її основі лежала праця на плантаціях цукрової тростини завезених із західної Африки негрів-рабів. Цукор постачався на європейський ринок, зростаючі потреби якого вже не могли задовольнятися за рахунок традиційних джерел.

### Союз Іспанії та Португалії та територіальна експансія (1580-1690)
З 1580 по 1640 обидва королівства Іспанія і Португалія були об'єднані іспанською короною. У цей період, завдяки об'єднанню двох країн, уся Південна Америка стала частиною іспанських володінь. На Бразилію почалися напади ворогів іспанської корони, зокрема Нідерланди, які контролювали значну частину північної Бразилії протягом чверті століття.
Парадоксальним чином шістдесятирічний союз Португалії й Іспанії дав несподівані переваги заморській колонії Португалії. Скориставшись відсутністю кордонів, португальці і бразильці здійснили походи углиб країни. Першою на їхньому шляху стала капітанія Сан-Вісенте, і саме починаючи з цієї опорної точки у Сан-Паулу, першопроходці відсунули кордон від узбережжя углиб континенту. Експедиції (bandeiras) за рабами-індіанцями прокладали дорогу через ліси, долали гірські хребти, просуваючись весь час уперед. Експедиціонери (бандейранти — bandeirantes) прославилися тим, що захоплювали індіанців і в єзуїтських місіях, і тих, які розгулювали на свободі, і поверталися разом з ними додому. Завдяки bandeirantes кордони майбутньої незалежної Бразилії розширялися.
У 1640 португальці на чолі з королем Жуаном IV повернули незалежність від Іспанії і відмовилися залишити окуповані і колонізовані території на захід від первинної лінії, встановленої Тордесільясським договором.

### Відкриття золота (1690-1808)
Найважливішим відкриттям, зробленим під час цих експедицій, стало відкриття золота. У погоню за золотом були залучені не лише жителі прибережних районів, але і нові хвилі іммігрантів, що прибували з Португалії. Золота лихоманка мала величезне значення для бразильської економіки, призвела до значного зростання населення південних районів Бразилії (провінції Мінас-Жерайс і Сан-Пауло) та переносу столиці до Ріо-де-Жанейро, ближче до нового економічного центру. Гроші від продажу золота, тим не менш, не затримувалися у Бразилії, поступаючи прямо до Португалії, а економічному розвитку самої Бразилії заважала монополія португальських і англійських промислових товарів.
Англія залишалася основним торговельним партнером Португалії на цьому етапі. Між двома урядами були підписані різні угоди (1642, 1654, 1661, 1703, 1810, 1826), завжди вигідніші для англійської сторони. Монополізувавши усю торгівлю з Бразилією, Португалія утримувала в руках істотну частину прибутків, отриманих від колонії, що призводило до зростання невдоволення серед колоністів. Починаючи з голландського і французького нашестя у райони північного сходу на початку XVII століття, національна самосвідомість бразильців постійно зростала і міцніла у боротьбі із загарбниками.

## Бразильське королівство та імперія

### Перехід до незалежності (1808—1822)

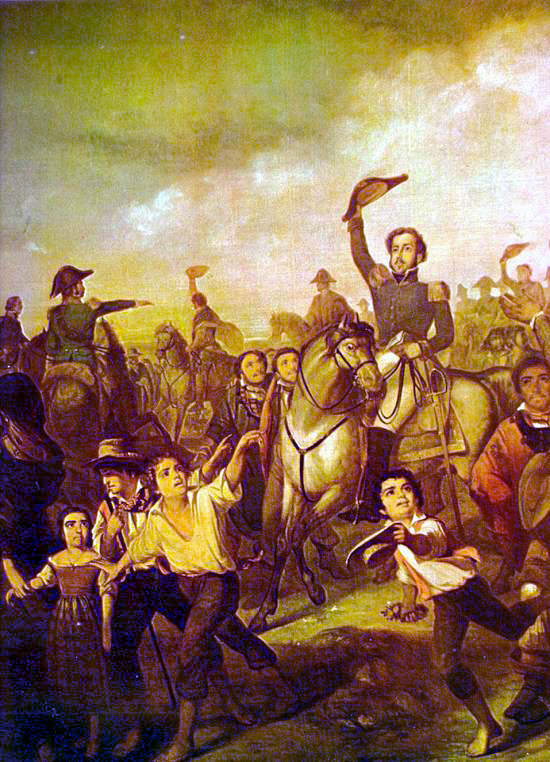
Р. Моро. Проголошення незалежності Бразилії, 1844

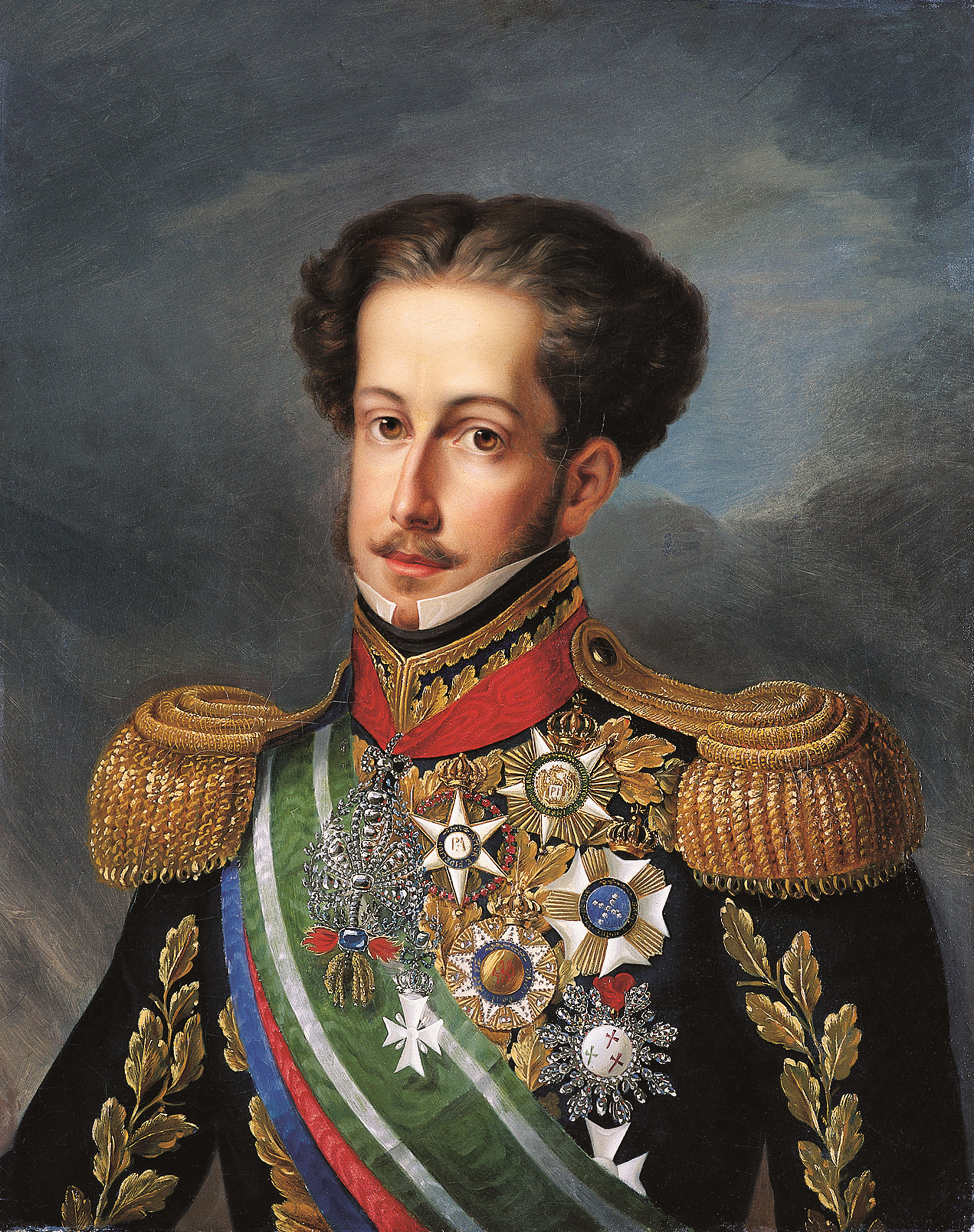
імператор Педру I

У 1808, коли армія Наполеона почала війну проти Португалії, прийняте рішення перевезти короля і його двір до Ріо-де-Жанейро, де вони залишалися до 1821. У цьому переїзді пряму участь узяв британський уряд. Він скористався важким положенням Португалії і, маючи намір отримати ще більші привілеї в торгівлі, надав необхідні для переїзду королівської сім'ї кораблі.
Дон Жуан VI переніс до Ріо-де-Жанейро португальські державні установи, заснував королівську бібліотеку, військову академію, медичні і правові школи. Своїм декретом 16 грудня 1815 він надав португальським володінням статус Об'єднаного королівства Португалії, Бразилії й Альгарви, таким чином роблячи Бразилію рівною Португалії.
У 1821 король Жуан VI вимушений поступитися політичному тиску Португалії та повернутися у Лісабон, залишивши у Ріо свого спадкоємця Педру і наділивши його титулом віцекороля-регента.
У вересні 1821, португальський парламент, проголосував за розпуск королівства Бразилії і королівських установ в Ріо-де-Жанейро, тим самим підпорядковувавши всі провінції Бразилії безпосередньо Лісабону. У той же час до Бразилії були відправлені військові загони, а всі бразильські військові одиниці були переведені під португальську команду. Відмовившись виконувати наказ, 7 вересня 1822 дон Педру проголосив незалежність Бразилії і 12 жовтня 1822 був коронований як її перший імператор Педру I.

### Імперія (1822-1889)
Основна стаття: Бразильська імперія

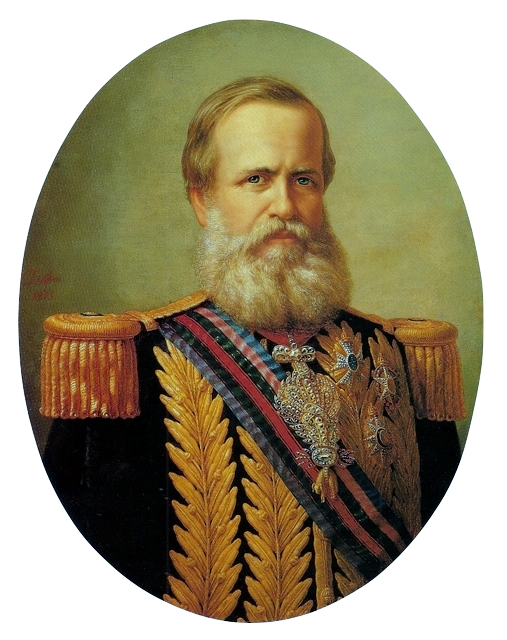
імператор Педру II

Перший правитель незалежної Бразилії був сильною особистістю і його внесок у соціально-політичний розвиток суспільства XIX ст. важко переоцінити. Так, завдяки Педру I, спочатку у 1822 в Португалії, а через 2 роки в Бразилії, були прийняті винятково передові для свого часу конституції, у яких вже не було слів про божественне походження королів і гарантувалися дуже широкі для свого часу права людини. Хоча багаті землевласники і не дуже охоче сприйняли нову конституцію, що проявилося, наприклад, у сепаратистському русі на півночі, Педру I відносно легко вдалося придушити виступи та зберегти цілісність країни.
Після смерті Жуана VI у 1826 Дон Педру успадкував його корону. Однак він відмовився від португальського трону на користь своєї доньки, у той час ще маленької дівчинки, Марії да Глорії, яка зійшла на престол під ім'ям королеви Марії II.
У 1831 Педру I відрікся від престолу на користь свого сина Дона Педру II, який на той час був ще неповнолітнім. Це рішення було прийняте частково через розбіжності з бразильським парламентом, частково завдяки його любові до ризику, яка примусила колишнього короля повернутися у Португалію, щоб скинути з престолу свого брата Мігеля, який узурпував трон малолітньої королеви Марії.
На відміну від свого батька, Педру II був суворим, урівноваженим і поінформованим монархом. За час його півстолітнього правління Бразилія досягла політичної та культурної зрілості, а єдність її території була твердо гарантована. Соціальні і політичні інститути перебували в стадії спокійного розвитку та стабільності. Він створив компетентну адміністрацію, і рабство в країні поступово зживалося, аж до повного знищення у 1888. Продовжувалася притік іммігрантів з Європи, програми зростання добробуту і охорони здоров'я приймалися у загальнонаціональному масштабі. Завдяки впливу, яким імператор користувався в народі й у «верхах», перехід країни від монархії до республіки стався пізніше і безкровно.
Скасування рабства часто називають однією з головних причин падіння монархії. За відсутності імператора, який знаходився в Європі, його дочка, принцеса Ізабела, стала регентом. У країні сталася остаточна криза системи рабоволодіння, і під натиском аболіціоністів 13 травня 1888 Ізабела підписала так званий «Золотий закон», за яким рабство у Бразилії скасовувалося. Насправді, скасування рабства стало результатом як поступового зниження ролі рабів в сільському господарстві, так і постійного тиску Великої Британії на бразильський уряд з метою покласти кінець рабоволодінню, яке надавало перевагу бразильському експорту порівняно з британськими колоніями.
Проте, «Золотий закон» викликав негативну реакцію рабовласників, яка підточила політичні основи монархії. Через кілька місяців після парламентської кризи, 15 листопада 1889 військові позбавили імператора влади і проголосили кінець монархії та встановлення республіки. Зміна ладу відбулася безкровно. До імператора і його сім'ї поставилися із заслуженою повагою, але запропонували їм покинути країну. У супроводі декількох найдовіреніших осіб вони вирушили у вигнання до Франції.
Допомогу і підтримку новому режиму запропонували такі видатні державні діячі країни, як барон де Ріо Бранку. Його знання і дипломатична спритність допомогли Бразилії покласти кінець усім розбіжностям з приводу кордонів шляхом мирних переговорів.

## Федеративна республіка

### Стара республіка (1889—1930)
Новостворена республіка прийняла федеративну систему правління, основні риси якої залишилися незмінними досі. Відповідно до федерального устрою, провінції колишньої імперії були перетворені у штати. На зміну конституційній монархії прийшла президентська система правління. Був створений двопалатний Конгрес, що складається з Палати Депутатів і Сенату, а також незалежний Верховний Федеральний Суд. На рівні штатів діяла аналогічна система.
Протягом останніх років 19 століття кава поступово почала витісняти цукор як основний експортний товар. Таким чином і центр економічної і політичної влади перемістився до південного сходу Бразилії. За винятком короткого періоду так званої «шабельної республіки», у країні складається «олігархічна республіка», коли вся влада у країні перейшла до кавової олігархії. Протягом цього періоду «політика кави з молоком» забезпечувала чергування на посаді президента губернаторів найбагатіших штатів Сан-Паулу (кава) і Мінас-Жерайс (молоко). У свою чергу, губернатори забезпечували обрання у Конгрес депутатів, згідних проводити політику центрального уряду.

### Ера Варгаса (1930—1945), Нова держава

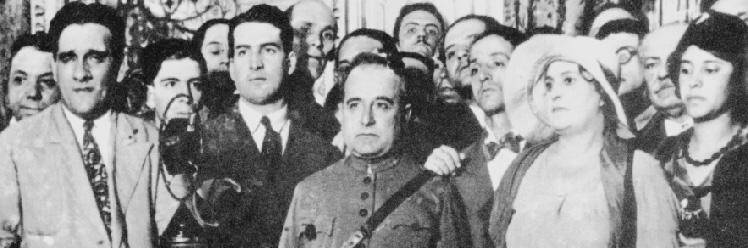
Жетуліо Варгас (в центрі) у Палаці Катедів 31 жовтня 1930 разом із своїми соратниками одразу після революції

Так звана «Стара республіка» проіснувала до 1930, коли уряд був зміщений внаслідок економічної кризи та політичного конфлікту. Країна відчувала на собі наслідки Великої депресії, внаслідок якої різко впали ціни на каву та майже припинилася світова торгівля. Головною метою революційного руху, очолюваного Жетуліо Варгасом, була зміна виборчої та політичної системи та розділення влади між ширшими політичними колами. Проте, перші роки перебування Варгаса на посаді президента супроводжувалися підсиленням класової боротьби. Країну потрясали постійні сутичками між вороже налаштованими угрупуваннями, що керувалися або ідеями, які прийшли з нацистської Німеччини і фашистської Італії, або комуністичною ідеологією, завезеною з СРСР.
У 1934 Жетуліо Варгас відмовився залишити президентську посаду та провів вибори, на яких була прийнята нова Конституція, що розширила право голосу і дозволила голосувати жінкам. Ця ж конституція дозволила Варгасу залишитися на посаді президента ще на 4 роки. Наприкінці 1937, напередодні нових президентських виборів, гаряча політична ситуація та діяльність розкольницьких груп були використані Жетуліо Варгасом для оголошення надзвичайного стану в країні. За цим оголошенням пішло прийняття нової конституції, майже повністю переписаною з конституцій європейських фашистських режимів, що утворювала так звану «Естадо Ново» (Нову державу). Згідно з нею розпускався Конгрес, скасовувалися президентські вибори, а самому Варгасу наділялися надзвичайні повноваження для керівництва країною.
Подібно до фашистської Італії, уряд став посередником між робочим класом і підприємствами. Для промислових робочих були прийняті мінімальна заробітна плата, максимальний робочий час, створена прогресивна система соціального забезпечення, намічена реформа системи освіти. Були здійснені заходи, які привели до істотних змін в індустріалізації країни, зокрема активно розвивалися важке машинобудування, прокладувалися залізниці, зростали добування заліза та нафти, був побудований перший у Бразилії сталеливарний завод. Проте, трудове законодавство не торкалося селянства, яке все ще становило більшість населення, та яке було поставлене у майже феодальну залежність від землевласників. У країні дуже жорстко присікалася будь-яка опозиція правлячому режиму, в'язниці були переповнені політичними ув'язненими.
Коли почалася Друга світова війна, уряд Варгаса не міг залишатися байдужим. Під тиском з обох боків президент був змушений прийняти стратегічне рішення щодо міжнародної позиції Бразилії. Армія та профашистськи налаштована буржуазія штовхали його на союз із Німеччиною, а олігархія, через тісні торгові контакти зі США та Великою Британією, на союз з Союзниками. Після довгого періоду коливань прагматичний підхід переміг, Варгас офіційно підтримав Союзників та у серпні 1942 оголосив війну країнам Осі. Бразилія спорядила 25 000-ий експедиційний корпус, який разом з 5-ю армією США бився в Італії. Бразилія була єдиною латиноамериканською країною, яка відправила своїх солдат на війну в Європу.

### Період відносної демократизації (1945—1964)

Жуселіну Кубічек

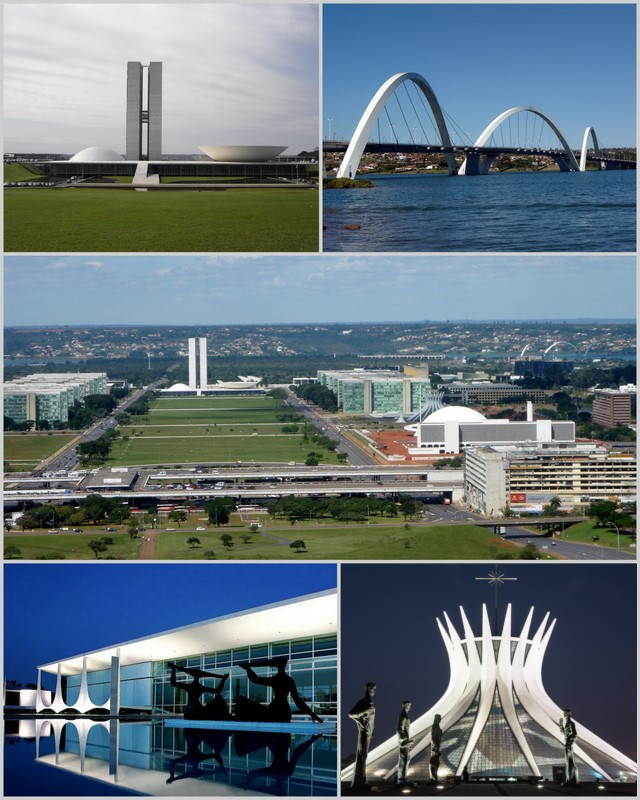
Нова столиця — Бразиліа

Жуан Гуларт

Непослідовність фашистської позиції Варгаса і привела до політичної кризи. Народ вже не вірив у загрозу анархії та комуністичної революції, якими Варгас виправдував свою диктатуру, що змусило його піти на деяку лібералізацію режиму. Слід за закінченням війни в Європі він був вимушений відмовитися від своєї посади, призначивши вибори нового президента. Проте праве профашистське крило його власного уряду зкинуло Варгаса з посади незадовго до виборів для забезпечення обрання «потрібної» людини. Як і передбачалося, виборці віддали більшість голосів генералу Еуріку Гаспару Дутре, міністру оборони в уряді Варгаса під час війни, який найбільш активно виступав за підтримку країн Осі. Нова Конституція була прийнята Засновницькою Асамблеєю у 1946 році та діяла до 1967 року. Термін повноважень Дутре закінчився у 1951. У цей період Варгас, що знаходився у вигнанні на своїй фазенді в Ріу-Гранді-ду-Сул, готувався до виборів. Після закінчення президентського терміну Дутре Варгас був новообраний президентом республіки, але у 1954, у розпал важкої політичної кризи, він покінчив життя самогубством.
Під час правління Жуселіну Кубічека (1956—1961), засновника сучасної столиці — Бразиліа, країна переживала швидке економічне зростання.
Після нього президентом став Жаніу Квадрус, який подав у відставку менш ніж за рік після виборів, і тоді обов'язки президента перейшли до віцепрезидента Жуан Гуларту. Він дав президентську присягу після того, як Конгресом терміново була прийнята парламентська система правління, у відповідності з якою серйозно обмежувалися президентські повноваження. Результат плебісциту, проведеного через чотири місяці, показав, що народ обирає стару систему президентського правління. Високий рівень інфляції і політична поляризація лівих і правих сил привели країну до соціально-політичної нестабільності, що продовжилася два з половиною роки і призвела до економічної кризи. 31 березня 1964 військові скинули Жоау Гуларта і захопили владу.

### Військова диктатура 1964-1985
Політичний режим 1964-1985 відрізнявся авторитарністю, що дещо пом'якшилася починаючи з 1979. За цей період змінилося п'ять президентів: всі вони були військовими генералами. Перший з них, Кастеллу Бранку прийшов до влади при підтримці великої частини населення, особливо середнього класу, що стояв на антикомуністичних позиціях. Його основною задачею була стабілізація політичної й економічної ситуації в країні. З цією метою, за допомогою додаткових поправок до конституції, уряд розширив свої повноваження і залучив додаткові механізми.
У 1968-1983 уряд випустив декілька Інституційних актів, які насправді були президентськими декретами. Багато колективних й індивідуальних прав тимчасово обмежувалися. Суворі заходи позначилися на політичному та економічному житті нації. Були відмінені колективні договори, право на страйк і заборонені демонстрації.
До 1968, періоду правління президента Артура да Кости і Сілви, стало видно, що плоди економічної стратегії військових виправдали її. З іншого боку, політична система в країні набувала все репресивнішого характеру. Генерал Еміліу Гаррастазу Медіси у 1969 змінив президента Коста і Сілву. 1967—1974 характеризуються найвищим показником економічного зростання у світі з внутрішнім валовим продуктом (ВВП) — 14 % в 1973.
В області політики з середини 1970-х при президентові Ернесту Гейзеле почався процес лібералізації режиму, який з 1979, коли президентом став генерал Жоау Батисту Фігейреду, поступово набирав силу. Під час цього процесу відновлювалися політичні права, було дозволено повернення в країну політичних засланців. Цей період характеризувався також посиленням тиску з боку народу, який вимагав відновлення демократії. У 1982, уперше після 1965, губернатори штатів вибрані прямим голосуванням.

### Період демократизації суспільства
У 1984 по всій країні прокотилися демонстрації на користь проведення прямих президентських виборів.
У січні 1985 Колегією виборців президентом обраний Танкреду ді Алмейда Невіс. Його обрання стало знаменним фактом не лише тому, що він став першим цивільним президентом країни протягом 21 року, а також тому, що він був кандидатом від опозиційної коаліції в уряді. Напередодні урочистої дати вступу в посаду Танкреду Невіс був доставлений в лікарню з важким захворюванням. Після його смерті обов'язки президента перейшли до віце-президента Жозе Сарнею. Як пріоритет президент Жозе Сарней встановив скликання Національної Засновницької Асамблеї для розробки нової Конституції. У роботі над основним законом країни взяла участь велика частина населення, і, нарешті, через 18 місяців, 5 жовтня 1988 вона була проголошена.
У листопаді 1989 на перших прямих виборах, оголошених у країні після 1960, президентом обраний Фернандо Коллор ді Меллу. 29 вересня 1992, звинувачений у корупції, за рішенням Палати депутатів Коллор усунений з посади на 180 днів. Згодом, після схвалення Сенатом імпічменту президента, він був остаточно зміщений зі своєї посади. 29 грудня 1992 за кілька хвилин до винесення офіційного обвинувачення у корупції Коллор подав у відставку. Однак, більшістю голосів Сенат вирішив настояти на імпічменті.
Віце-президент Ітамар Франку виконував обов'язки президента країни протягом 2 років, які залишилися з п'ятирічного президентського терміну Коллора. Імпічмент Коллора, схвалений Палатою депутатів, суд Сената і сама відставка ознаменували новий розділ в політичній історії Бразилії. Організоване цивільне суспільство, частина середнього класу і студенти зіграли вирішальну роль в процесі імпічменту, що внесло живий струмінь в життя країни. У населення з'явилася надія на те, що політика і влада можуть бути етичними.

## Сучасна Бразилія
У 1994—2003 посаду президента республіки займав Фернанду Енріке Кардозу, обраний в ході першого туру прямих виборів 3 жовтня 1994, отримавши 53 % голосів. У центрі його виборчої кампанії стояв план стабілізації економіки, а програма засновувалася на ряді заходів, направлених на поліпшення ситуації в охороні здоров'я, освіті, економіці, інфраструктурі і сільському господарстві. У передвиборчій програмі він також обіцяв укріпити роль держави як координуючої, регулюючої і плануючої сили в процесі розвитку суспільства, а також обіцяв провести реформу державного сектора.
У 2003-2011 президентом був Луїс Інасіу Лула да Сільва. Під час його правління соціальну нерівність в Бразилії досягла мінімального показника за останні півстоліття.
У 2011-2016 президентом республіки була Ділма Русеф. 18 квітня 2016 відбулося голосування з імпічменту президента Бразилії. Ділма Руссеф програла голосування у нижній палаті бразильського конгресу. За імпічмент проголосували 314 членів конгресу і лише 110 голосів було віддано проти відправки Руссеф у відставку. Виконувачем обов'язків президента став Мішел Темер.
З кінця XX століття в ряді місць існують сепаратистські настрої. В Південному регіоні, де є етнокультурна специфіка, мали місце спроби проголошення Республіки Гаушу Пампас в штаті Ріу-Гранді-ду-Сул (історично вже колишній самопроголошеній республіці) і Рухом «Південь — це моя країна» Федеративної Республіки Пампа (Federal Republic of Pampas) в усьому регіоні.
В економічно найрозвиненомішу штаті Сан-Паулу таку ідею висувають Рух Республіки Сан-Паулу і Рух за незалежність Сан-Паулу.
З моменту фінансової кризи активність в секторі послуг у 2015 досягла найнижчої точки, а рівень безробіття виріс до 8,3 % — роботу втратили 8,4 млн з 204 млн населення.
З 1 січня 2019 президент Бразилії — Жаїр Болсонару.